# Межевич, Дмитрий Евгеньевич
Дмитрий Евгеньевич Межевич (19 декабря 1940, Москва — 8 марта 2017, там же) — советский и российский актёр, композитор, бард.

## Биография
По окончании школы работал в типографии. В 1964 году окончил Театральное художественно-техническое училище по специальности «оборудование сцены». Был принят на актёрский факультет Щукинского училища.
После окончания училища был приглашен в Театр на Таганке. С 1968 по 2011 год являлся ведущим актёром этого театра, был известен ролями в спектаклях «Добрый человек из Сезуана», «Тартюф», «Гамлет» и других. В 2011 году покинул театр вместе с директором и художественным руководителем «Театра на Таганке» Юрием Любимовым. В последние годы снимался в сериалах.
С 1962 года писал песни и исполнял их, аккомпанируя себе на семиструнной гитаре. Автор песен на стихи М. Кузмина и других поэтов. Сотрудничал с Александром Галичем, Владимиром Высоцким. Ему посвящена песня Булата Окуджавы «Песня о флейтисте» (Идут дожди, и лето тает).
Урна с прахом захоронена в колумбарии Преображенского кладбища.

## Роли в театре
- «Добрый человек из Сезуана», 1964 — дед, музыкант
- «Антимиры», 1964 — участник спектакля
- «Павшие и живые», 1965 — участник спектакля
- «10 дней, которые потрясли мир», 1965 — исполнитель зонгов
- «Жизнь Галилея», 1966 — монах
- «Пугачев», 1967 — мужик
- «Мать», 1969 — мужик
- «Что делать?», 1970 — цыган с гитарой
- «Гамлет», 1971 — мальчик-актёр
- «Под кожей статуи свободы», 1972 — студент
- «Товарищ, верь», 1973 — сын Бориса Годунова Фёдор
- «Пристегните ремни», 1975 — солдат
- «Работа есть работа» — песни
- «Ревизская сказка», 1978 — Межуев, жена Манилова, псих-пациент
- «Дом на набережной», 1980 — человек в берете, отец Глебова
- «Дочь, отец и гитарист», 1989 — гитарист
- «Подросток», 1996 — слуга
- «Марат де Сад», 1998 — псих-пациент
- «Хроники», 2000 — Молва
- «Высоцкий», 1981 — участник спектакля
- «Надежды маленький оркестрик,» 1980 — 3-й мужчина
- «Тартюф», 2005 — Лояль
- «Горе от ума», 2007 — князь Тугоуховский
- «Театральный роман» — гитара
- «До и после», 2007 — гитара
- «Замок» — крестьянин, старик
- «Сказки» — бабка, Калеб
- «Арабески» — музыкант в оркестре
- «Маска и душа» — монах, плюгавый, Христофор

## Кино и телевидение
- 2004 — «Опера. Хроники убойного отдела»
- 2006 — «Виола Тараканова-3» — Дмитрий Дмитриевич
- 2006 — «Охотник» — Палыч
- 2006 — «Псевдоним „Албанец“»
- 2006 — «Закон и порядок: Преступный умысел»
- 2006 — «Большие девочки» — Петр
- 2007 — «Кремень»
- 2008 — «Все умрут, а я останусь» — охранник
- 2009 — «Журов» — Горбань
- 2009 — «Хозяйка тайги» — Степан
- 2010 — «Если небо молчит»
- 2010 — «Паутина-4»
- 2010 — «Москва. Центральный округ-3»
- 2011 — «Молодожены»
- 2013 — «Марафон»
- 2014 — «Королева бандитов»
- 2015 — «Учитель в законе» — Чёрный
- 2015 — «Всё могут короли»
- 2016 — «День выборов 2»